# 館林警察署
館林警察署（たてばやしけいさつしょ）は、群馬県警察が管轄する警察署の一つである。

## 所在地
- 群馬県館林市赤生田町1828番地の2

## 管轄区域
- 群馬県館林市、邑楽郡板倉町、明和町

## 組織
- 警務課 - 警務係、警察安全相談係、犯罪被害者支援係
- 留置管理課 - 留置管理係
- 会計課 - 会計係
- 生活安全課 - 生活安全係
- 地域課 - 地域係
- 刑事課 - 総務係、刑事係、鑑識係
- 交通課 - 交通係
- 警備課 - 警備係

## 交番

### 館林市
- 駅前交番[1] - 館林市本町二丁目1番1号
- 緑町交番[1] - 館林市緑町二丁目15番の4
- 近藤町交番[1] - 館林市近藤町35番地の1
- 朝日野交番[1] - 邑楽郡板倉町朝日野一丁目5番地の6

## 駐在所

### 館林市
- 大島駐在所[1] - 館林市大島町4038番地の2
- 日向駐在所[1] - 館林市日向町450番地の11
- 足次駐在所[1] - 館林市足次町174番地の2

### 板倉町
- 板倉駐在所[1] - 邑楽郡板倉町大字板倉2733番地

### 明和町
- 明和駐在所[1] - 邑楽郡明和町南大島1112番地の1